# Soutěž
Soutěž je zápolení dvou nebo více stran o něco, co je cenné pro všechny soutěžící a čeho není dost pro všechny. V ekologii přirozeně vzniká jako kompetice mezi živými organismy sdílejícími totéž prostředí a zápolícími o potravu, prostor nebo partnery. V ekonomii je hospodářská soutěž neboli konkurence vztahem firem usilujících o stejného zákazníka. Ve sportu jde o zápasy nebo turnaje, kde účastníkům jde o zisk vítězství a dalších hodnocení.

## Politická soutěž
Ústava České republiky v článku 5 uvádí, že „politický systém je založen na svobodném a dobrovolném vzniku a volné soutěži politických stran respektujících základní demokratické principy a odmítajících násilí jako prostředek k prosazování svých zájmů“.